# A Design for Life
"A Design for Life" é uma canção da banda britânica de rock Manic Street Preachers, lançada em abril de 1996 como o primeiro single do álbum Everything Must Go, lançado no mesmo ano. A música, um dos maiores sucessos da banda, é uma composição de todos os três integrantes do grupo.
O single estreou na 2ª posição nas paradas do Reino Unido, sua maior posição alcançada. Vendeu mais de 200 mil cópias no Reino Unido.

## Contexto
O título foi inspirado no primeiro EP da banda Joy Division, chamado An Ideal for Living. O primeiro verso da música, Libraries gave us power foi inspirada numa frase presente no alto de uma biblioteca em Pillgwenlly, na cidade de Newport, 15 milhas perto da região onde a banda surgiu. O verso seguinte, 'then work came and made us free', se refere ao slogan alemão Arbeit macht frei utilizado em campos de concentração durante a Segunda Guerra Mundial e que também fora tema da canção "The Intense Humming of Evil", do álbum The Holy Bible (1994).
A canção também explora temas como luta de classes e identidade e solidariedade entre a classe trabalhadora, diretamente influenciada pelas convicções socialistas da banda. A versão em videoclipe traz cenas de caça à raposa na Royal Ascot e uma competição de polo. O vídeo foi dirigido por Pedro Romhanyi.
A canção foi a primeira a ser escrita e lançada após o desaparecimento (e provável morte) do guitarrista e compositor Richey Edwards, que era o principal letrista da banda. Em 2002, a banda utilizou-a como a canção de abertura da coletânea de greatest hits Forever Delayed.

## Legado
A banda escocesa Travis fez referência à "A Design for Life" com a canção "Slide Show" em 1999, do álbum The Man Who: "'Cause there is no design for life, There's no devil's haircut in my mind, There is not a wonderwall to climb to climb or step around".
Em maio de 2007, a revista NME colocou "A Design for Life" na 30ª posição na lista "50 Greatest Indie Anthems Ever". Em outubro de 2011, a revista a selecionou na 75ª posição na seleção de "150 Best Tracks of the Past 15 Years".

## Faixas

### CD1
1. "A Design for Life" – 4:19
2. "Mr Carbohydrate" – 4:13
3. "Dead Passive" – 3:19
4. "Dead Trees and Traffic Islands" – 3:43 (Letra e música de James Dean Bradfield, Sean Moore, Nicky Wire)

### CD2
1. "A Design for Life" – 4:21
2. "A Design for Life" (Stealth Sonic Orchestra) – 4:48
3. "A Design for Life" (Stealth Sonic Orchestra Instrumental Version) – 4:35
4. "Faster" (Vocal Mix) – 5:46 (música: James Dean Bradfield, Sean Moore; letras: Nicky Wire, Richey Edwards)

### MC
1. "A Design for Life"
2. "Bright Eyes" (ao vivo) (Mike Batt)

### jukebox 7' vinyl
1. "Australia"
2. "A Design For Life" (live)

### 12" vinyl
1. "A Design For Life"
2. "Dead Trees and Traffic Islands"
3. "A Design For Life" (Stealth Sonic Orchestra Remix)
4. "Mr Carbohydrate"

## Paradas
| Parada (1996)    | Melhor posição |
| ---------------- | -------------- |
| UK Singles Chart | 2              |

Desempenho durante as semanas
| Position | 2 | 4 | 9 | 15 | 19 | 27 | 34 |

## Ficha técnica
- James Dean Bradfield - vocais, guitarra
- Nicky Wire - baixo
- Sean Moore - bateria